# Lucius Julius Cæsar (konsul 90 f.Kr.)
Lucius Julius Cæsar (ca. 134 – 87 f.Kr.) var en romersk statsmand og general i slutningen af 2. og begyndelsen af 1. århundrede f.Kr. Han var involveret i plebejertribunen Lucius Appuleius Saturninus' fald i 100 f.Kr. Han var konsul i Den romerske republik i 90 f.Kr. under Forbundsfællekrigen. Under krigen havde han kommandoen over flere romerske legioner, som kæmpede mod de tidligere italienske allierede (nu oprørere).

## Karriere
Han blev valgt prætor i 94 f.Kr., dog findes der ingen beviser for at han tidligere havde været kvæstor eller ædil. I 93 f.Kr., som proprætor, var han guvernør i Makedonien.

### Konsulat og Forbundsfællekrigen
I slutningen af 91 f.Kr. stillede han op til konsulvalget og blev valgt til en af de to konsuler for året 90 f.Kr. Han fik tildelt opgaven med at kæmpe mod den sydlige gruppe af oprørere, mens hans konsulkollega Publius Rutilius Lupus kæmpede mod den nordlige gruppe. Lucius Cornelius Sulla, den senere diktator, var en af Lucius Cæsars løjtnanter (sandsynligvis hans seniorlegat, fordi Lucius Cæsar i slutningen af felttogsæsonen efterlod Sulla med kommandoen over sin hær).
Lucius Cæsar sendte en styrke på to legioner for at afvise forstærkninger til de italienske oprørere, der belejrede Aesernia, men de blev besejret og trak sig tilbage med tab på 2.000 mand. Efter at have omgrupperet sin hær og modtaget nogle forstærkninger, marcherede Lucius Cæsar mod den samnitiske konsul Gaius Papius Mutilus, som var på vej mod Acerrae. Mutilus iværksatte et direkte angreb på Lucius Cæsars lejr, men blev drevet tilbage med tab på 6.000 mand. Det var det første væsentlige nederlag for oprørerne under krigen.
Lucius Cæsar forsøgte nu at vende tilbage til Aesernia. Han marcherede sin hær gennem Volturnus-dalen, men blev angrebet ved en snævert, klippefyldt bjergpas kaldet Melfa-kløften. Da romerne forventede et baghold, var de forberedte og i stand til at kæmpe sig ud af fælden til den nærliggende by Teanum. Cæsar mistede omkring 8.000 af sine 30.000 infanterister, men hæren forblev intakt og fortsatte til Acerrae. Romerne var ikke i stand til at hæve belejringen af Acerrae, men de var i stand til at løfte forsvarernes mod, og så holdt de ud.
I slutningen af felttogssæsonen efterlod Lucius Cæsar sin hær i vinterlejren i Campania (under ledelse af Sulla), mens han vendte tilbage til Rom for at foreslå nye love (Lex Julia de civitate Latinis et sociis danda), som gav romersk statsborgerskab til enhver italiener, der ikke havde grebet til våben mod romerne. Dette markerede krigens vendepunkt.
For sin sejr over Mutilus blev Lucius Cæsar tildelt en triumf.  Efter at have afsluttet sit år som konsul overlod Lucius Cæsar embedet til sin efterfølger og rejste til Picenum, hvor han tjente som seniorlegat for Gnaeus Pompejus Strabo.
I 89 f.Kr. påførte Lucius eller hans slægtning Sextus (kilderne er ikke sikre) et stort nederlag til oprørerne uden for Asculum ved at angribe fjenden, mens de var ved at flytte til nye lejrpladser og dræbte 8.000 og tvang resten på flugt. Lucius Cæsar blev også censor i 89, og på grund af den julianske lovs succes blev han ansvarlig for at placere de nye borgere til hvert valgdistrikt, men var ude af stand til at gøre det på grund af fortsatte uro. Hans kollega i denne opgave var en tidligere konsul, Publius Licinius Crassus (far til triumviren Marcus Licinius Crassus).

## Død
Lucius Cæsar og hans bror, Gaius Julius Cæsar Strabo Vopiscus, blev dræbt i 87 f.Kr. under borgerkrigen mellem Gaius Marius og Lucius Cornelius Sulla. Efter at Sulla var rejst mod øst for at kæmpe mod Mithridates af Pontus, var Marius vendt tilbage fra sin forvisning og var begyndt at henrette sine politiske modstandere. Lucius og Gaius var blandt hans første ofre. Ifølge Livius blev deres hoveder fremvist på spyd på Rostra på Forum.

## Familie
Hans børn, med sin hustru Fulvia, var Lucius Julius Cæsar, som var konsul i 64 f.Kr., og Julia, som blev mor til Marcus Antonius.

## Eksterne links
- Livius.org: Lucius Julius Cæsar Arkiveret 23. februar 2015 hos  Wayback Machine
- Münzer, Friedrich, "Iulius 142", Realencyclopädie der classischen Altertumswissenschaft, volume 19 (X.1), Metzlerscher Verlag (Stuttgart, 1918), columns 465–468.